# Sparks Fly (Miranda Cosgrove)
Sparks Fly è l'album di debutto della cantante e attrice statunitense Miranda Cosgrove pubblicato il 27 aprile 2010 dalla Columbia Records.

## Tracce
Edizione standard
1. Kissin U – 3:18 (Miranda Cosgrove, Lukasz Gottwald, Claude Kelly)
2. BAM – 2:51 (Rodney Jerkins, Antonina Armato, Tim James)
3. Disgusting – 3:39 (Tom Meredith, Kesha Rose Sebert, Pebe Sebert, Sheppard Solomon)
4. Shakespeare – 3:42 (Jason Levine, Susan Justice)
5. Hey You – 3:57 (Paula Winger, Kip Winger)
6. There Will Be Tears – 3:14 (Joshua Coleman, Allan Grigg, Bonnie McKee)
7. Oh Oh – 2:54 (Max Martin, Savan Kotecha, Peer Åström)
8. Daydream – 3:11 (Avril Lavigne, Chantal Kreviazuk)

Tracce bonus dell'edizione deluxe
1. Brand New You – 3:33 (James Bourne, Espen Lind, Amund Bjørklund)
2. What Are You Waiting For? – 3:35 (James Bourne, Espen Lind, Amund Bjørklund)
3. Adored – 3:32 (Miranda Cosgrove, Lauren Christy, Graham Edwards, Scott Spock)
4. Beautiful Mess – 3:03 (Lauren Christy, Desmond Child, Jon Vella, Shayne Swayney)

Tracce bonus della riedizione digitale in esclusiva su iTunes
1. Charlie – 3:13 (Greg Kurstin, Nicole Morier)

Tracce bonus dell'edizione giapponese
1. High Maintenance (feat. Rivers Cuomo) – 3:09 (Billy Steinberg, Rivers Cuomo, Josh Alexander)
2. Dancing Crazy – 3:40 (Karl Johan Schuster, Avril Lavigne, Max Martin)
3. Kiss You Up – 3:06 (Jimmy Harry, Tony Kanal, Mozella McDonald)
4. About You Now (Cover) – 3:11 (Lukasz Gottwald, Cathy Dennis)
5. Face of Love – 3:32 (Lucas Secon, Carsten Mortensen, Anne Preven, Scott Cutler)
6. Sayonara – 2:41 (Greg Kurstin, Nicole Morier, Bonnie McKee)
7. Leave It All to Me (feat. Drake Bell) – 2:41 (Michael Corcoran)